# 帕维尔·萨丘科夫
帕维尔·阿列克谢耶维奇·萨丘科夫（俄语：Павел Алексеевич Сатюков，1911年6月16日（29日）—1976年11月17日）是苏联《真理报》的主编、赫鲁晓夫的顾问之一，赫鲁晓夫下台之后，被解除职务。